# USS Reuben James (DE-153)
USS Reuben James (DE-153) var en eskortjagare av Buckley-klass i amerikanska flottan. Hon var det andra fartyget namngivet efter Reuben James, en sergeant som utmärkte sig under kriget mot Barbareskpiraterna. Reuben James sjösattes den 7 september 1942 på Navy Yard-varvet i Norfolk, Virginia, döpt 6 februari 1943, finansierad av Mrs. Oliver Hiram Ward, och tagen i tjänst 1 april 1943, örlogskapten Frank D. Giambattista som befälhavare.

## Tjänstehistoria
Från början baserad i  Miami, Florida, patrullerade hon som ubåtsskydd samt gav utbildning i konvojeskort och ubåtsjakt. I mars 1944, bytte hon hemmahamn från  Miami till Norfolk, Virginia. I juni 1944, eskorterade hon en konvoj från New York till Norfolk. Mellan  13 juli och 7 november 1944, eskorterade Reuben James framgångsrikt två konvojer  till Medelhavet, för att sedan återvända med konvojer västerut. Under skeppets första tur österut attackerades hon den 1 augusti 1944 av nio tyska bombplan på sin väg mot Algeriet. Reuben James sköt ner ett bombplan för fienden. Hon återvände till Boston den 7 november 1944 och anslöt sig till en antiubåtsstyrka, som opererade i norra Atlanten. Reuben James var med söder om Newfoundland när USS Buckley sänkte den tyska ubåten U-879 den 19 april 1945.
Reuben James ankom Houston, Texas, den 4 juli 1945. Fram till den 25 november 1945 byggdes hon om till ett radarpatrullskepp och blev anlitad för att användas i Atlanten och Karibiska havet. Hon blev slutligen stationerad i Norfolk, Virginia. Hon avvecklades den 11 oktober 1947.
År 1949 blev hon omklassificerad till DER och 1954 till DE. Hon blev kvar i Atlantens reservflotta tills hon ströks från listan över fartyg i amerikanska flottan  den 30 juni 1968. Hennes skrov sänktes som mål den 1 mars 1971.